# Туолетін (Орегон)
Туо́летін (англ. Tualatin, МФА: [tuˈɔːlətɪn]) — місто (англ. city) в США, в округах Вашингтон і Клакамас штату Орегон. Населення — 27 942 особи (2020).

## Географія
Туолетін розташований за координатами 45°22′36″ пн. ш. 122°46′13″ зх. д. / 45.37667° пн. ш. 122.77028° зх. д. (45.376716, -122.770379). За даними Бюро перепису населення США в 2010 році місто мало площу 21,30 км², з яких 21,28 км² — суходіл та 0,02 км² — водойми.

## Демографія
Згідно з переписом 2010 року, у місті мешкали 26 054 особи в 10 000 домогосподарствах у складі 6762 родин. Густота населення становила 1223 особи/км². Було 10528 помешкань (494/км²).
Расовий склад населення:
| - 80,4 % — білих - 3,5 % — азіатів - 1,2 % — чорних або афроамериканців - 1,0 % — вихідців з тихоокеанських островів - 0,7 % — корінних американців - 8,9 % — осіб інших рас |

До двох чи більше рас належало 4,2 %. Частка іспаномовних становила 17,3 % від усіх жителів.
За віковим діапазоном населення розподілялося таким чином: 26,9 % — особи молодші 18 років, 66,1 % — особи у віці 18—64 років, 7,0 % — особи у віці 65 років та старші. Медіана віку мешканця становила 34,6 року. На 100 осіб жіночої статі у місті припадало 96,3 чоловіків; на 100 жінок у віці від 18 років та старших — 93,8 чоловіків також старших 18 років.
Середній дохід на одне домашнє господарство становив 85 693 долари США (медіана — 66 384), а середній дохід на одну сім'ю — 102 714 долари (медіана — 86 978). Медіана доходів становила 63 467 доларів для чоловіків та 43 148 доларів для жінок. За межею бідності перебувало 11,7 % осіб, у тому числі 16,8 % дітей у віці до 18 років та 6,8 % осіб у віці 65 років та старших.
Цивільне працевлаштоване населення становило 13 930 осіб. Основні галузі зайнятості: освіта, охорона здоров'я та соціальна допомога — 20,7 %, виробництво — 14,3 %, науковці, спеціалісти, менеджери — 12,9 %.